# Gneo Domizio Calvino Massimo
Gneo Domizio Calvino Massimo (in latino: Gnaeus Domitius Calvinus Maximus; 320 a.C.) è stato un politico romano, fu un console della Repubblica romana.

## Biografia
Gneo Domizio Calvino Massimo apparteneva a un ramo politicamente attivo della gens plebea Domizia ed era il figlio di Gneo Domizio Calvino, console nel 332 a.C.. I fasti consolari riportano che anche il nonno portava il nome Gneo.
Fu candidato edile nel 304 a.C. ma perse la carica a favore di Gneo Flavio; nel 299 a.C. concorse nuovamente a tale carica e venne eletto, anche se tale informazione è storicamente controversa. Nel 283 a.C. fu eletto console insieme a Publio Cornelio Dolabella e insieme con il suo omologo sconfisse i Boi alla Battaglia del lago Vadimone. Nel 280 a.C. fu eletto dittatore con il compito di convocare i comizi per le elezioni (comitiorum habendorum causa), fu il primo censore plebeo ad officiare la solenne purificazione del popolo, la lustratio. Questo incarico ufficiale immediatamente successivo alla dittatura è unico per la storia romana.